# Джей Джей Редик
Джонатан Клей „Джей Джей“ Редик (на английски: Jonathan Clay 'J.J.' Redick) е американски баскетболист. Играе за Ню Орлиънс Пеликанс на позицията атакуващ гард. Висок е 193 см и тежи 86 кг.

## НБА

### Орландо Меджик (2006 – 2013)
Избран под номер 11 в драфта от Орландо Меджик. .

### Лос Анджелис Клипърс (2013 –)
На 10 юли 2013 в резултат на тристранното споразумение между клубовете, „Л.А. Клипърс“, Финикс Сънс и Милуоки Бъкс Джей Джей Редик и Джаред Дъдли пристигат в Лос Анджелис, a Ерик Бледсоу отива в „Слънцата“ от Финикс. Редик подписва договор за четири години, в размер на $ 27 милиона долара. .